# Бичер, Джуди
Джу́ди Би́чер (англ. Judi Beecher; род. 30 ноября 1974 года, Гарден Сити, Нью-Йорк, США) — американская актриса, наиболее известная по озвучиванию и захвату движения для роли Мэдисон Пейдж в видеоигре «Heavy Rain».

## Карьера
Карьера Бичер началась с работы фотомоделью и певицей во Франции, Италии и Нью-Йорке. Она выступала вместе с Gipsy Kings на юге Франции, а также исполняла песни в жанре шансон в Кёльне и Барселоне.
Её первая профессиональная актёрская работа была в серии телевизионных рекламных роликов для «Coop Italia», где она снималась совместно с Вуди Алленом. Этот опыт вдохновил её на театральное обучение в Нью-Йорке, где она училась у таких мастеров актёрского мастерства, как Ута Хаген, Уильям Хикки, Бобби Льюис и Элейн Стритч, в Консерватории Стеллы Адлер.
Бичер известна по озвучиванию и захвату движения персонажа Мэдисон Пейдж в видеоигре Sony «Heavy Rain». В 2013 году журнал Complex включил её в список «25 лучших озвучиваний всех времён». Она также появлялась в небольших ролях в фильмах «Армагеддон», «Заложница 3», «От семьи не убежишь» и в сериалах «Дерзкие и красивые», «Военно-юридическая служба», «Опять и снова», «Щит» и «Закон и порядок».
Её родной язык — английский, она также свободно владеет французским и итальянским. В настоящее время Бичер работает между Нью-Йорком, Лос-Анджелесом и Парижем.

## Фильмография

### Кино
| Год  |     | Русское название    | Оригинальное название       | Роль                         |
| ---- | --- | ------------------- | --------------------------- | ---------------------------- |
| 1995 | ф   | Джентльменское пари | Gentleman's Bet             | Максин                       |
| 1998 | ф   | Армагеддон          | Armageddon                  | член президентского кабинета |
| 2000 | кор | —                   | Yup Yup Man                 | Диана                        |
| 2000 | ф   | —                   | The Anniversary             | Джинни                       |
| 2001 | ф   | —                   | The Gift                    | Сати                         |
| 2002 | кор | —                   | The Gourmet Dinner          | Эли                          |
| 2004 | ф   | Степфордские жёны   | The Stepford Wives          | степфордская жена            |
| 2004 | кор | —                   | Ringtone Blues              | танцовщица, певица           |
| 2006 | ф   | —                   | Four Weeks, Four Hours      | Алексис                      |
| 2008 | кор | —                   | Perfect Pitch               | Луиза                        |
| 2009 | кор | —                   | Only in Paris               | Саманта Томелсон             |
| 2009 | кор | Симона              | Simone                      | Келли                        |
| 2009 | кор | —                   | Bloodline                   | Марго                        |
| 2011 | ф   | Оператор            | Cameraman                   | Кейт                         |
| 2012 | ф   | —                   | Tragedy of a Mother and Son | офицер полиции Джен          |
| 2012 | ф   | —                   | Summer in Provence          | Барбра                       |
| 2013 | ф   | —                   | The Warrior and the Savior  | Полин Пирсон                 |
| 2014 | ф   | Ив Сен-Лоран        | Yves Saint Laurent          | американская журналистка     |
| 2014 | кор | —                   | The Lost Soul               | Аманда Питерсон              |
| 2014 | ф   | Себастьян           | A Cry from Within           | София в молодости            |
| 2014 | ф   | Заложница 3         | Taken 3                     | Клэр                         |
| 2018 | ф   | От семьи не убежишь | La Ch'tite famille          | Кейт Фишер                   |
| 2020 | кор | —                   | A Night in Paris            | София                        |
| 2021 | ф   | Руки прочь!         | Forbidden Tango             | Ракель Йехуда                |
| 2021 | ф   | —                   | Super Heroes: The Movie     | Линда                        |
| 2023 | ф   | —                   | The Lies We Tell Ourselves  | Сара                         |
| 2025 | ф   | —                   | The Scar That Scares Me     | Мэгги                        |

### Телевидение
| Год  |   | Русское название          | Оригинальное название      | Роль           |
| ---- | - | ------------------------- | -------------------------- | -------------- |
| 1997 | с | Дерзкие и красивые        | The Bold and the Beautiful | бортпроводница |
| 2000 | с | Военно-юридическая служба | JAG                        | продавщица     |
| 2002 | с | Опять и снова             | Once and Again             | продавщица     |
| 2002 | с | Щит                       | The Shield                 | администратор  |
| 2003 | с | Закон и порядок           | Law & Order                | Лиза Вителло   |
| 2020 | с | Пацанка                   | La Garçonne                | Дженни Майер   |

### Компьютерные игры
| Год  | Название   | Персонаж      | Прим.                   |
| ---- | ---------- | ------------- | ----------------------- |
| 2010 | Heavy Rain | Мэдисон Пейдж | озвучка/захват движения |